# تایم تریل انفرادی

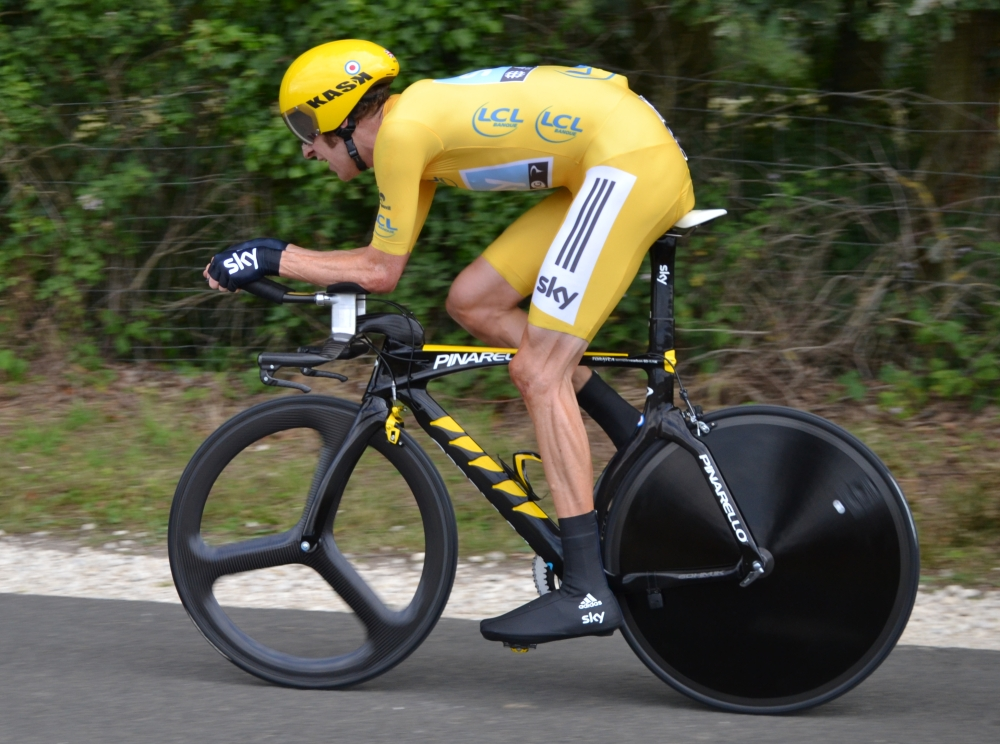
بردلی ویگینز در تور دو فرانس ۲۰۱۲ سوار بر دوچرخهٔ تایم تریل با چرخ‌های ایرودینامیک

تایم تریل انفرادی گونه‌ای از مسابقات دوچرخه‌سواری جاده است که در آن، دوچرخه‌سواران در زمین مسطح یا جادهٔ کوهستانی به تنهایی با زمان مسابقه می‌دهند. مسابقه مشابهی به صورت تیمی با نام تایم تریل تیمی نیز وجود دارد. پیروزی در تایم تریل تنها متکی به توان و استقامت رکابزن است و نمی‌تواند از هم‌تیمی‌های خود و کسانی که در جلوی او رکاب می‌زنند و هوا را می‌شکافند، کمک بگیرد. در بسیاری از مسابقات چندمرحله‌ای، مرحلهٔ نخست مسابقه یک تایم تریل انفرادی کوتاه است که پرولوگ نامیده می‌شود.
هر رکابزن با فاصلهٔ زمانی مشخص نسبت به رکابزن قبلی، که معمولاً یک یا دو دقیقه است، مسابقهٔ خود را آغاز می‌کند. چینش رکابزنان معمولاً بر پایه زمان‌های کسب شده در مسابقات پیشین (یا مراحل پیشین همان مسابقه در مسابقات چندمرحله‌ای) انجام می‌شود. به این ترتیب، آخرین نفری که مسابقه را آغاز می‌کند، برترین رکابزن در رده‌بندی است. مزیت آن برای مسابقه‌دهندگانی که دیرتر آغاز می‌کنند، این است که می‌دانند چه زمانی را باید ثبت کنند. رکابزنان اجازه ندارند پشت سر رکابزن دیگری حرکت کنند. هرگونه کمک میان رکابزنان ممنوع است. رکابزن دارای کمترین زمان به عنوان برنده معرفی می‌شود. در مسابقات تایم تریل گروهی لباس و دوچرخه هر تیم همشکل و همرنگ می‌باشد.

## حرفه‌ای

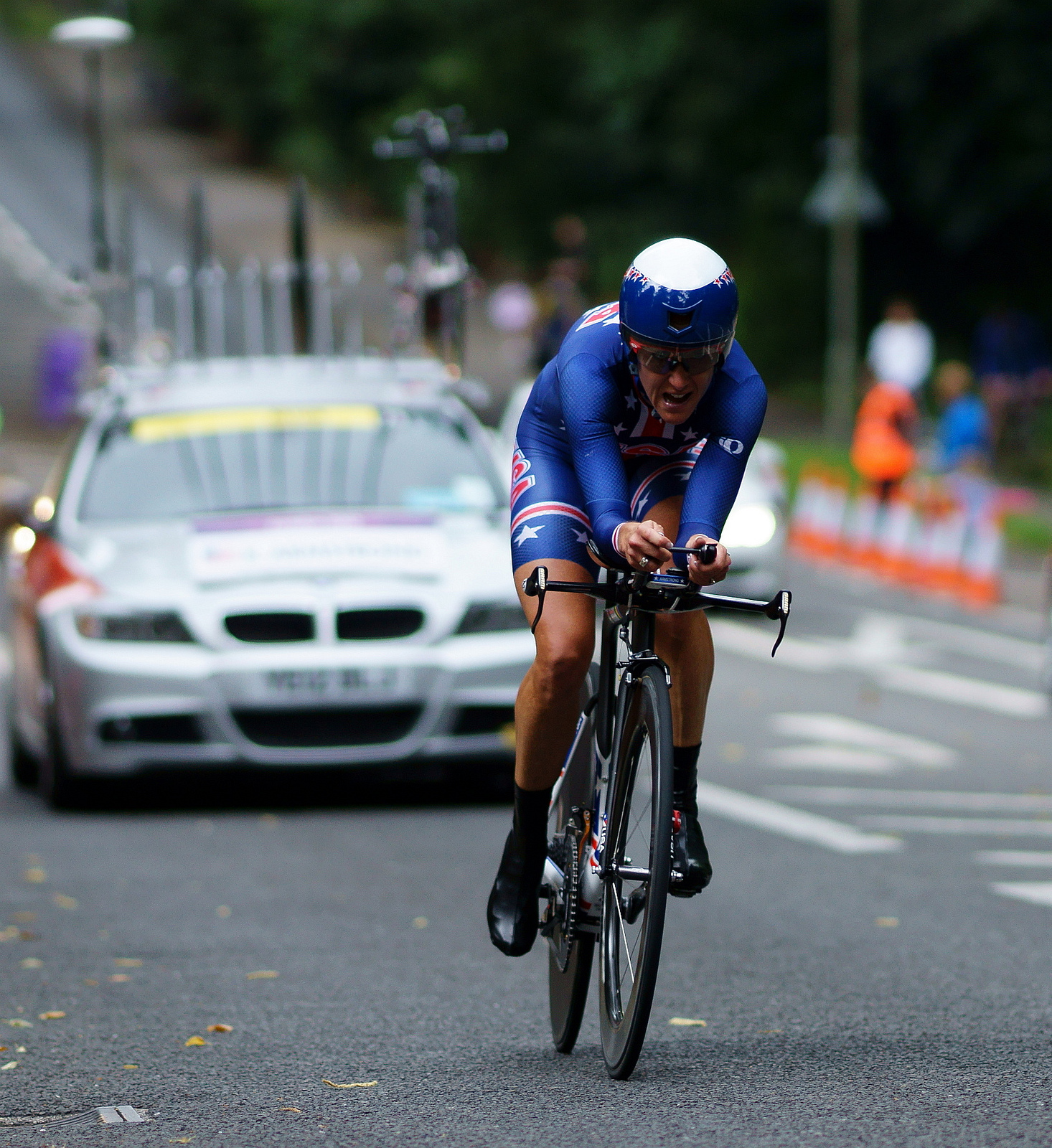
کریستین آرمسترانگ برندهٔ مدال طلا در رشتهٔ تایم تریل المپیک تابستانی ۲۰۱۲

مقررات تنظیم‌کنندهٔ ابعاد و سایر خصوصیات دوچرخه مانند وزن، ساخت دوچرخه را محدود می‌کنند. بر پایهٔ مقررات اتحادیهٔ جهانی دوچرخه‌سواری، در مسابقات تایم تریل موتورسیکلت‌هایی همراه با رکابزنان هستند که تجهیزات تصویربرداری یا مسئولان مسابقه را جابجا می‌کنند. هم‌چنین خودروهای تیم‌ها شامل مربی و قطعات یدکی می‌توانند پشت سر رکابزن خود حرکت کنند، ولی دوچرخه‌سواران اجازه ندارند پشت خودرو حرکت کنند. مقررات مسابقه، فاصلهٔ کمینهٔ حرکت خودرو پشت سر رکابزن و کمینهٔ فاصلهٔ میان دو رکابزن که خودرو می‌تواند وارد آن شود را تعیین می‌کنند.
تایم تریل انفرادی غالباً به عنوان مرحله‌هایی از مسابقات مرحله‌ای مانند گرند تورها به کار می‌رود. این مرحله‌ها می‌توانند از پرولوگ‌های کوتاه کمتر از ۸ کیلومتر تا مسافت‌های بیشتر در جاده‌های مسطح یا کوهستانی را شامل شوند.
مسابقات تایم تریل انفرادی جزئی از مسابقات قهرمانی دوچرخه‌سواری جهان و بازی‌های المپیک تابستانی نیز هستند.

## عملکرد و تاکتیک
برای عملکرد مناسب در تایم تریل انفرادی باید نکات زیر رعایت شود:
- حفظ توان یکنواخت در مسافت‌های بلند
- کنترل میزان تپش قلب در مسافت‌های بلند
- پدال‌زنی نرم و منظم
- قرارگیری روی دوچرخه به صورت کاملاً آیرودینامیک
- تنظیم عملکرد سوخت‌وساز بدن در زیر آستانهٔ بی‌هوازی تا پیش از بخش‌های پایانی مسیر

مبتدیان معمولاً در ابتدای مسیر به‌شدت رکاب می‌زنند؛ در میانه تلاش خود را کاهش می‌دهند تا فشار کمتری متحمل شوند و در بخش پایانی، متوجه می‌شوند که در طول مسابقه به اندازهٔ کافی تلاش نکرده‌اند. معمولاً تایم تریل به عنوان سخت‌ترین مرحلهٔ یک مسابقه بزرگ برای دوچرخه‌سواران جوان شمرده می‌شود.

## تجهیزات تایم تریل
معمولاً دوچرخه‌ها، لباس، کلاه‌ها و سایر تجهیزات آیرودینامیکی ویژهٔ تایم تریل در تایم تریل انفرادی به کار برده می‌شوند. اجزا به گونه‌ای طراحی می‌شوند تا حد ممکن آیرودینامیک باشند؛ زیرا بیشتر توان دوچرخه‌سوار صرف غلبه به نیروی مقاومت هوا می‌شود. دستهٔ دوچرخه‌های تایم تریل معمولاً پایین‌تر از دوچرخه‌های مسابقه‌ای معمولی قرار می‌گیرد. این به دوچرخه‌سوار کمک می‌کند که در موقعیت آیرودینامیکی بهتری قرار گیرد.
تا پایان دههٔ ۱۹۸۰ میلادی از دسته‌های شاخ‌گاوی و پیش از آن از دسته‌های معمولی استفاده می‌شد. در اواخر دههٔ ۱۹۸۰ دستهٔ تازه‌ای توسط ورزشکاران سه‌گانه ساخته شد تا موقعیت آیرودینامیکی را بهبود بخشد. این دسته نخستین بار در تور دو فرانس ۱۹۸۹ به نمایش درآمدند و گرگ لوموند با استفاده از آن توانست فاصلهٔ ۵۰ ثانیه‌ای خود با لوران فینیون را از بین ببرد و با ۸ ثانیه اختلاف، برندهٔ تور شود. فینیون از دستهٔ رایج استفاده می‌کرد.